# 関連性
確率論・統計学における関連性（かんれんせい）とは、複数の確率変数あるいは事象の関係が完全に独立ではなく、それらの特定の組合せの確率が特に高い（または低い）ことをいう。
確率変数が順序尺度以上の尺度水準で表される（変数間のグラフとして表現される）ときには、特に相関という。この場合、直線的な関連性があれば尺度水準に応じて各種の相関係数が定義され、これによってデータの相関の強さを示すことができる。
また名義尺度（事象が複数のカテゴリ[順序はない]に分類され、それぞれに記号または数字を割り振って変数とする）で表される場合には、データは分割表で表現され、表の特定のマス目に入る数字が特に大きい（または小さい）ことで関連性が示される。
統計学的に関連性を解析する方法としては、カイ二乗検定、t検定、回帰分析などが用いられる。
なお、関連性は必ずしも因果関係を示すものではない。